# 建煌新記建築置業
建煌新記建築置業有限公司（港交所已除牌時為0185.HK）， 在1972年成立，前稱為建煌投資有限公司，並同時在香港交易所上市，由當時創辦人江德仁先生創立。
但到了80年代，因為發生財政問題，1988年，江德仁去世，公司交由江的後人打理。到了1995年，江德仁的家人把本公司予給有「公司醫生」之稱的陳恒輝先生，改名為「恆鋒集團有限公司」（特速集團前身），並把原本建築產業出售。

## 相關資料
- 特速集團 WEBB-SITE.COM
- 吾土吾情：報館經理部舉足輕重（摘自成報）（註：「建煌新記」已更名為「特速集團」）[永久]

1. ↑  江德仁訃聞. 華僑日報. 1988-03-17. 第二張第一頁.